# Marshall Erwood
Marshall Erwood, né le 22 février 2005, est un coureur cycliste néo-zélandais. Il participe à des compétitions sur route et sur piste.

## Biographie
Chez les juniors, Marshall Erwood se distingue lors de la saison 2023 en devenant quadruple champion national sur piste,. Il remporte également quatre médailles d'or aux championnats d'Océanie. La même année, il représente son pays natal aux championnats du monde de Cali. Il finit par ailleurs deuxième du championnat de Nouvelle-Zélande sur route dans sa catégorie. 
Pour ses débuts espoirs, il évolue au sein de la formation continentale MitoQ-NZ Cycling Project. Il suit aussi des études dans le domaine de l'éducation physique, en parallèle des compétitions. Toujours actif sur piste, il obtient de nouvelles médailles aux championnats de Nouvelle-Zélande et aux championnats d'Océanie, chez les élites. Sur route, il gagne un titre de champion national espoirs en février 2024. Il prend également la neuvième place d'une édition de la Gravel and Tar Classic.

## Palmarès sur route

### Par année
- 2023
  - 3e du championnat de Nouvelle-Zélande sur route juniors
- 2024
  -  Champion de Nouvelle-Zélande sur route espoirs
  - Fight for Yellow Tour :
    - Classement général
    - 1re et 3e étapes
- 2025
  - 1re, 3e et 5e étapes du Fight for Yellow Tour
  - IU Health Momentum Indy
  - 3e du championnat de Nouvelle-Zélande du critérium espoirs
  - 3e du Fight for Yellow Tour

### Classements mondiaux
| Année            | 2024 |
| ---------------- | ---- |
| UCI Oceania Tour | 101e |

## Palmarès sur piste

### Coupe des Nations
- 2025
  - 3e de la poursuite par équipes à Konya

### Championnats d'Océanie
- Brisbane 2023
  -  Champion d'Océanie du kilomètre juniors
  -  Champion d'Océanie du scratch juniors
  -  Champion d'Océanie de l'élimination juniors
  -  Champion d'Océanie de l'américaine juniors (avec Maui Morrison)
- Cambridge 2024
  -  Médaillé d'argent de la course aux points
  -  Médaillé de bronze de la poursuite par équipes
  -  Médaillé de bronze de l'omnium
  -  Médaillé de bronze du scratch
- Brisbane 2025
  -  Médaillé d'argent de la poursuite par équipes
  -  Médaillé d'argent de l'élimination

### Championnats nationaux
- 2022
  - 2e du championnat de Nouvelle-Zélande de vitesse par équipes juniors
- 2023
  -  Champion de Nouvelle-Zélande du kilomètre juniors
  -  Champion de Nouvelle-Zélande du scratch juniors
  -  Champion de Nouvelle-Zélande de l'élimination juniors
  -  Champion de Nouvelle-Zélande de vitesse par équipes juniors (avec Jesse Willis et Magnus Jamieson)
  - 2e du championnat de Nouvelle-Zélande de poursuite juniors
  - 2e du championnat de Nouvelle-Zélande de course aux points juniors
  - 2e du championnat de Nouvelle-Zélande de poursuite par équipes
- 2024
  -  Champion de Nouvelle-Zélande de l'américaine (avec Bailey O'Donnell)
  -  Champion de Nouvelle-Zélande de l'omnium
  - 2e du championnat de Nouvelle-Zélande de poursuite par équipes
- 2025
  -  Champion de Nouvelle-Zélande de poursuite
  -  Champion de Nouvelle-Zélande de course aux points
  - 3e du championnat de Nouvelle-Zélande du scratch